# アメリカン・ドリームズ
『アメリカン・ドリームズ』（American Dreamz）は、2006年にアメリカで制作されたコメディ映画。アメリカの人気オーディション番組『アメリカン・アイドル』を基にしたブラック・コメディ。

## ストーリー
アメリカ合衆国大統領ジョゼフ・ステイトンは、再選を果たしたある朝、初めて新聞を読んでみることにした。そこで「本当のこと」を知ってしまった大統領は神経衰弱に陥り、ひきこもってしまう。そんな大統領を見かねたウォリー首席補佐官は、大統領が大好きなオーディション番組『アメリカン・ドリームズ』のゲスト審査員として出演できるように取り計らう。また、公の場でも妙なことを口走るようになった大統領にイヤホンをさせ、何を言うかをすべて指示する作戦に出る。
『アメリカン・ドリームズ』はアメリカで一番視聴率を取っているオーディション番組で、ホストのマーティン・トゥイードは新シーズンには目新しさが欲しいと、オハイオ州出身のサリーや、中東出身のオマール、ユダヤ系のショレムら個性的な人物を選んだ。
サリーは田舎の生活から抜け出してスターになることを夢見ており、親しみやすい笑顔とは裏腹にしたたかな一面を持っていた。番組への出場が決まり、サリーは献身的であるが彼女を理想化しているボーイフレンドのウィリアムにうんざりして別れを切り出す。傷心のウィリアムは軍に参加し、イラクに送られた初日に負傷して戻って来る。このエピソードはテレビ的に使えると見たエージェントのチェットにより、サリーは純粋なウィリアムを騙す形でよりを戻す。
一方のオマールは実は、母親をアメリカによる爆撃で亡くしたことがきっかけでテロ組織に参加した青年であった。オマールはあまりに出来が悪かったため、アメリカに追いやられてしまい、南カリフォルニアの親戚のリザ家に厄介になることになった。その一家のイクバルという息子は『アメリカン・ドリームズ』へ応募テープを送っていたが、番組のスタッフたちはたまたま家で歌っていたオマールを出演者に選んでしまう。オマールの所属するテロ組織はこれを幸いと、オマールに「最終選考まで残ること」と、その場で「自爆テロを起こし、大統領を殺害すること」を命令する。
番組がはじまり、トゥイードによる辛辣なコメントで参加者たちが次々と落とされていく。サリーは歌の上手さで、オマールはその人柄で勝ち抜いていく。2人は最終ステージまで残り、そしてついに大統領が会場に現れる。しかしサリーのシニカルな言動に惹かれたトゥイードは本番前に情事をおこない、本番で婚約指輪を渡す予定だったサリーの婚約者ウィリアムは愕然とする。観客席にはイラクのテロ組織（オマールのかつての仲間）が集まり、持ち込んだ爆弾の爆発を待つ。大統領のスピーチを聞いたオマールは体につけた爆弾を捨てて「マイ・ウェイ」を歌い、失恋したウィリアムはトイレでその爆弾を発見する。大統領補佐官の指示のまま動いていた大統領は、耳のイヤホンが外れて「中東問題は絶対に解決しない」と、自分の考えを述べる。サリーの歌の番になったとき、ウィリアムは予定されていたシナリオと異なり、トゥイードと寝たサリーを告発する。拾った爆弾を見せたウィリアムのためにスタジオは大混乱になり、オマールと大統領はウィリアムを説得する。大統領はつらくても現実から逃げるな、と、少し前の自分を回顧しながら言う。歌うウィリアムと、（スタッフがみな逃げてしまったため）カメラを回すトゥイード、というところで、カメラが爆弾に当たって映像が消えて投票タイムとなる。
6か月後、刑務所に入れられたテロリストはテレビを見る。ウィリアムは優勝者となったがトゥイードと共に爆死し、次点のオマールはステージを続け、大統領は新任の首席補佐官を選び、サリーは『アメリカン・ドリームズ』の新しい司会者となっていた。

## キャスト
※括弧内は日本語吹替
- マーティン・トゥイード - ヒュー・グラント（森田順平）
- ジョゼフ・ステイトン大統領 - デニス・クエイド（菅生隆之）
- サリー・ケンドゥー - マンディ・ムーア（園崎未恵）
- オマール・オベイディ - サム・ゴルザーリ（小森創介）
- ウィリアム・ウィリアムズ - クリス・クライン（東地宏樹）
- ウォリー首席補佐官 - ウィレム・デフォー（池田勝）
- 大統領夫人 - マーシャ・ゲイ・ハーデン
- マーサ・ケンドゥー - ジェニファー・クーリッジ
- ショレム・グリックシュタイン - アダム・ブッシュ
- イクバル・リザ - トニー・ヤルダ
- チェット・クログル - セス・マイヤーズ
- フランク - ジョン・チョー
- デボラ - ジュディ・グリア
- シャジー・リザ - ノーリーン・デウルフ
- ナズニーン・リザ - ショーレ・アグダシュルー（沢田敏子）
- アリ・リザ - ジェイ・ハリク（藤本譲）
- ジェシカ - マーリー・シェルトン
- カルメン・エレクトラ